# Roland Schmidt
Pour les articles homonymes, voir Schmidt.
Roland Schmidt, né le 6 août 1966, est un coureur allemand du combiné nordique.

## Biographie
Schmidt, membre du club TS Marktredwitz, a commencé sa carrière internationale en 1986, aux Championnats du monde juniors de Lake Placid. Il y a décroché la médaille de bronze par équipes avec Thomas Donaubauer et Udo Laber.
Le 16 janvier 1988, au Brassus (Suisse), il fait ses débuts en Coupe du monde et termine 13e de l'épreuve, ce qui lui fait marquer ses premiers points au classement général. Cette année-là, il marque de nouveaux points à Falun et termine la saison à la 29e place du classement général de la compétition.
Lors de la saison 1988-89, il participe à nouveau à deux courses de Coupe du monde, et obtient à Lake Placid une 7e place, son meilleur résultat individuel en Coupe du monde. Il termine la saison à la 26e place du classement général.
Il s'aligne par la suite et jusqu'en 1993 en Coupe du monde B, où son meilleur classement général final est une 9e place. 
Après la fin de sa carrière, Schmidt devient entraîneur des combinés juniors à la fédération bavaroise de ski.